# Ionuț Nedelcearu
Ionuț Nedelcearu (AFI: [i.oˈnut͡s ˈnɛɟɛlˈt͡ʃæ͜ɑ.ru]; Bucarest, 25 aprile 1996) è un calciatore rumeno, difensore dell'Akron Togliatti e della nazionale rumena.

## Biografia
Nato a Bucarest, prima del trasferimento ad Atene nel 2020 ha frequentato l'università nazionale di educazione fisica e sport di Bucarest.
Come lui anche la sua famiglia si è dedicata al mondo dello sport: la madre Geta è stata una velocista a livello giovanile ed in seguito è diventata docente di educazione fisica; mentre il padre Marin Nedelcearu (deceduto nel 2022) è stato anche lui un calciatore con esperienze nella massima serie rumena. Inoltre era nipote di Ștefan Sameș, calciatore della nazionale rumena tra gli anni '70 e gli anni '80.

## Caratteristiche tecniche
Difensore centrale di piede destro dal fisico possente e abile nel colpo di testa. In alcune occasioni è stato utilizzato anche come centrocampista, giocando davanti alla difesa ed assumendo il compito di interrompere l'azione avversaria.

## Carriera

### Club

#### Gli anni in patria, Russia e Grecia
Cresciuto nelle giovanili della Dinamo Bucarest, il 31 ottobre 2013 esordisce in Prima squadra nella partita di Cupa României Dinamo Bucarest-Chindia Târgoviște 5-0, subentrando al 68' a Dragoș Grigore.
Il 13 dicembre dello stesso anno, debutta in Liga I al 80º minuto della gara giocata contro il ACS Poli Timișoara vinta 4 a 0 per i Câinii Roșii.
La stagione seguente viene schierato per la prima volta nella formazione titolare della Dinamo nella sfida del 20 settembre giocata contro il CSMS Iași conclusasi con la vittoria per 1 a 0; sette giorni dopo viene sanzionato con la sua prima espulsione al 6' minuto della partita contro il Rapid Bucarest per un fallo da rosso diretto.
Nel febbraio 2018 si trasferisce in Russia, giocando in Prem'er-Liga con la maglia dell'Ufa fino all'ottobre 2020.
Il 5 ottobre 2020 si trasferisce in Grecia, alla corte dell'AEK Atene, firmando un contratto quadriennale.

#### Crotone e Palermo
Il 16 luglio 2021 vola in Italia, al Crotone, con cui firma un contratto valevole fino al 2024. Dopo una singola stagione nella quale ottiene 36 presenze e due reti tra campionato e coppa, il 27 luglio 2022 si trasferisce al Palermo, nell'ambito di uno scambio con il francese Maxime Giron. Esordisce con i siciliani in occasione dei trentunesimi di finale di Coppa Italia in casa del Torino, partita vinta dai granata per 3-0.
Conclude la prima stagione in rosanero con 37 presenze e zero reti in totale, confermandosi come uno dei titolari inamovibili nel suo ruolo.
All'inizio della seconda stagione in Sicilia con gli acquisti di Pietro Ceccaroni e Fabio Lucioni rimane indietro nelle gerarchie, facendo il suo debutto stagionale soltanto alla 7ª giornata contro il Venezia.
Nonostante il poco spazio, il 26 dicembre 2023 segna il suo primo gol con il Palermo nella vittoria casalinga per 3-2 contro la Cremonese. Nella seconda parte della stagione recupera il posto da titolare, chiudendo il campionato con 20 presenze e 2 goal.

#### Akron Togliatti
Il 7 febbraio 2025 viene acquistato dall'Akron Togliatti.

### Nazionale
Dopo aver giocato in Under-17 e Under-18, il 13 novembre 2014 esordisce con l'Under-21 rumena disputando dal primo minuto la gara amichevole contro la Serbia Under-20 vinta 1 a 0 dalla Romania. L'8 settembre 2015 gioca gli interi 90 minuti della sfida, valida per le qualificazioni all'europeo di categoria, vinta per 3 a 2 contro l'Armenia.
Nel febbraio 2015 viene convocato dalla Nazionale maggiore rumena per il ciclo di amichevoli contro Bulgaria e Moldavia, senza però riuscire a scendere in campo.
Convocato nuovamentre tre anni dopo, il 27 marzo 2018, debutta ufficialmente in nazionale maggiore subentrando nel corso dell'amichevole contro la Svezia vinta per 1-0. Il 7 giugno 2024 viene inserito nella lista definitiva dei convocati per il Campionato europeo di calcio.

## Statistiche

### Presenze e reti nei club
Statistiche aggiornate al 19 gennaio 2025.
| Stagione               | Squadra                | Campionato             | Campionato | Campionato | Coppe nazionali | Coppe nazionali | Coppe nazionali | Coppe continentali | Coppe continentali | Coppe continentali | Altre coppe | Altre coppe | Altre coppe | Totale | Totale |
| Stagione               | Squadra                | Comp                   | Pres       | Reti       | Comp            | Pres            | Reti            | Comp               | Pres               | Reti               | Comp        | Pres        | Reti        | Pres   | Reti   |
| ---------------------- | ---------------------- | ---------------------- | ---------- | ---------- | --------------- | --------------- | --------------- | ------------------ | ------------------ | ------------------ | ----------- | ----------- | ----------- | ------ | ------ |
| 2012-2013              | Dinamo Bucarest II     | L2                     | 2          | 0          | CR              | 0               | 0               | -                  | -                  | -                  | -           | -           | -           | 2      | 0      |
| 2013-2014              | Dinamo Bucarest        | L1                     | 1          | 0          | CR              | 1               | 0               | -                  | -                  | -                  | -           | -           | -           | 2      | 0      |
| 2014-2015              | Dinamo Bucarest        | L1                     | 13         | 0          | CR+CdL          | 1+3             | 0               | -                  | -                  | -                  | -           | -           | -           | 17     | 0      |
| 2015-2016              | Dinamo Bucarest        | L1                     | 17+4       | 0          | CR+CdL          | 5+2             | 1+0             | -                  | -                  | -                  | -           | -           | -           | 28     | 1      |
| 2016-2017              | Dinamo Bucarest        | L1                     | 24+9       | 3          | CR+CdL          | 2+4             | 0               | -                  | -                  | -                  | -           | -           | -           | 39     | 3      |
| 2017-feb. 2018         | Dinamo Bucarest        | L1                     | 21         | 2          | CR              | 2               | 0               | UEL                | 2                  | 0                  | -           | -           | -           | 25     | 2      |
| Totale Dinamo Bucarest | Totale Dinamo Bucarest | Totale Dinamo Bucarest | 76+13      | 5          |                 | 20              | 1               |                    | 2                  | 0                  |             | -           | -           | 111    | 6      |
| feb.-giu. 2018         | Ufa                    | PL                     | 10         | 0          | KR              | -               | -               | -                  | -                  | -                  | -           | -           | -           | 10     | 0      |
| 2018-2019              | Ufa                    | PL                     | 26+2       | 1          | KR              | 0               | 0               | UEL                | 6                  | 0                  | -           | -           | -           | 34     | 1      |
| 2019-2020              | Ufa                    | PL                     | 20         | 0          | KR              | 1               | 0               | -                  | -                  | -                  | -           | -           | -           | 21     | 0      |
| ago.-ott. 2020         | Ufa                    | PL                     | 9          | 0          | CR              | 1               | 0               | -                  | -                  | -                  | -           | -           | -           | 10     | 0      |
| Totale Ufa             | Totale Ufa             | Totale Ufa             | 65+2       | 1          |                 | 2               | 0               |                    | 6                  | 0                  |             | -           | -           | 75     | 1      |
| ott. 2020-2021         | AEK Atene              | SL                     | 18+7       | 1          | CG              | 4               | 0               | UEL                | 6                  | 0                  | -           | -           | -           | 35     | 1      |
| 2021-2022              | Crotone                | B                      | 34         | 2          | CI              | 2               | 0               | -                  | -                  | -                  | -           | -           | -           | 36     | 2      |
| 2022-2023              | Palermo                | B                      | 36         | 0          | CI              | 1               | 0               | -                  | -                  | -                  | -           | -           | -           | 37     | 0      |
| 2023-2024              | Palermo                | B                      | 20+1       | 2          | CI              | 0               | 0               | -                  | -                  | -                  | -           | -           | -           | 21     | 2      |
| 2024-feb. 2025         | Palermo                | B                      | 9          | 0          | CI              | 1               | 0               | -                  | -                  | -                  | -           | -           | -           | 10     | 0      |
| Totale Palermo         | Totale Palermo         | Totale Palermo         | 66         | 2          |                 | 2               | 0               |                    | -                  | -                  |             | -           | -           | 68     | 2      |
| Totale carriera        | Totale carriera        | Totale carriera        | 283        | 11         |                 | 30              | 1               |                    | 14                 | 0                  |             | -           | -           | 327    | 12     |

### Cronologia presenze e reti in nazionale
| Cronologia completa delle presenze e delle reti in nazionale ― Romania | Cronologia completa delle presenze e delle reti in nazionale ― Romania | Cronologia completa delle presenze e delle reti in nazionale ― Romania | Cronologia completa delle presenze e delle reti in nazionale ― Romania | Cronologia completa delle presenze e delle reti in nazionale ― Romania | Cronologia completa delle presenze e delle reti in nazionale ― Romania | Cronologia completa delle presenze e delle reti in nazionale ― Romania | Cronologia completa delle presenze e delle reti in nazionale ― Romania |
| Data                                                                   | Città                                                                  | In casa                                                                | Risultato                                                              | Ospiti                                                                 | Competizione                                                           | Reti                                                                   | Note                                                                   |
| ---------------------------------------------------------------------- | ---------------------------------------------------------------------- | ---------------------------------------------------------------------- | ---------------------------------------------------------------------- | ---------------------------------------------------------------------- | ---------------------------------------------------------------------- | ---------------------------------------------------------------------- | ---------------------------------------------------------------------- |
| 27-3-2018                                                              | Craiova                                                                | Romania                                                                | 1 – 0                                                                  | Svezia                                                                 | Amichevole                                                             | -                                                                      | 83’                                                                    |
| 31-5-2018                                                              | Graz                                                                   | Romania                                                                | 3 – 2                                                                  | Cile                                                                   | Amichevole                                                             | -                                                                      | 60’                                                                    |
| 14-10-2018                                                             | Bucarest                                                               | Romania                                                                | 0 – 0                                                                  | Serbia                                                                 | UEFA Nations League 2018-2019 - 1º turno                               | -                                                                      | 45+3’                                                                  |
| 10-6-2019                                                              | Ta' Qali                                                               | Malta                                                                  | 0 – 4                                                                  | Romania                                                                | Qual. Euro 2020                                                        | -                                                                      | 35’                                                                    |
| 5-9-2019                                                               | Bucarest                                                               | Romania                                                                | 1 – 2                                                                  | Spagna                                                                 | Qual. Euro 2020                                                        | -                                                                      |                                                                        |
| 12-10-2019                                                             | Tórshavn                                                               | Fær Øer                                                                | 0 – 3                                                                  | Romania                                                                | Qual. Euro 2020                                                        | -                                                                      | 17’                                                                    |
| 15-10-2019                                                             | Bucarest                                                               | Romania                                                                | 1 – 1                                                                  | Norvegia                                                               | Qual. Euro 2020                                                        | -                                                                      |                                                                        |
| 15-11-2019                                                             | Bucarest                                                               | Romania                                                                | 0 – 2                                                                  | Svezia                                                                 | Qual. Euro 2020                                                        | -                                                                      |                                                                        |
| 18-11-2019                                                             | Madrid                                                                 | Spagna                                                                 | 5 – 0                                                                  | Romania                                                                | Qual. Euro 2020                                                        | -                                                                      | 37’                                                                    |
| 4-9-2020                                                               | Bucarest                                                               | Romania                                                                | 1 – 1                                                                  | Irlanda del Nord                                                       | UEFA Nations League 2020-2021 - 1º turno                               | -                                                                      | 86’                                                                    |
| 7-9-2020                                                               | Vienna                                                                 | Austria                                                                | 2 – 3                                                                  | Romania                                                                | UEFA Nations League 2020-2021 - 1º turno                               | -                                                                      | 74’                                                                    |
| 11-11-2020                                                             | Ploiești                                                               | Romania                                                                | 5 – 3                                                                  | Bielorussia                                                            | Amichevole                                                             | 2                                                                      |                                                                        |
| 18-11-2020                                                             | Belfast                                                                | Irlanda del Nord                                                       | 1 – 1                                                                  | Romania                                                                | UEFA Nations League 2020-2021 - 1º turno                               | -                                                                      |                                                                        |
| 2-6-2021                                                               | Ploiești                                                               | Romania                                                                | 1 – 2                                                                  | Georgia                                                                | Amichevole                                                             | -                                                                      |                                                                        |
| 6-6-2021                                                               | Middlesbrough                                                          | Inghilterra                                                            | 1 – 0                                                                  | Romania                                                                | Amichevole                                                             | -                                                                      | 84’                                                                    |
| 5-9-2021                                                               | Bucarest                                                               | Romania                                                                | 2 – 0                                                                  | Liechtenstein                                                          | Qual. Mondiali 2022                                                    | -                                                                      | 79’                                                                    |
| 8-9-2021                                                               | Skopje                                                                 | Macedonia del Nord                                                     | 0 – 0                                                                  | Romania                                                                | Qual. Mondiali 2022                                                    | -                                                                      |                                                                        |
| 11-10-2021                                                             | Bucarest                                                               | Romania                                                                | 1 – 0                                                                  | Armenia                                                                | Qual. Mondiali 2022                                                    | -                                                                      |                                                                        |
| 11-11-2021                                                             | Bucarest                                                               | Romania                                                                | 0 – 0                                                                  | Islanda                                                                | Qual. Mondiali 2022                                                    | -                                                                      |                                                                        |
| 14-11-2021                                                             | Vaduz                                                                  | Liechtenstein                                                          | 0 – 2                                                                  | Romania                                                                | Qual. Mondiali 2022                                                    | -                                                                      |                                                                        |
| 29-3-2022                                                              | Netanya                                                                | Israele                                                                | 2 – 2                                                                  | Romania                                                                | Amichevole                                                             | -                                                                      | 46’ 79’                                                                |
| 23-9-2022                                                              | Helsinki                                                               | Finlandia                                                              | 1 – 1                                                                  | Romania                                                                | UEFA Nations League 2022-2023 - 1º turno                               | -                                                                      |                                                                        |
| 26-9-2022                                                              | Bucarest                                                               | Romania                                                                | 4 – 1                                                                  | Bosnia ed Erzegovina                                                   | UEFA Nations League 2022-2023 - 1º turno                               | -                                                                      | 83’                                                                    |
| 17-11-2022                                                             | Cluj-Napoca                                                            | Romania                                                                | 1 – 2                                                                  | Slovenia                                                               | Amichevole                                                             | -                                                                      | 73’                                                                    |
| 19-6-2023                                                              | Lucerna                                                                | Svizzera                                                               | 2 – 2                                                                  | Romania                                                                | Qual. Euro 2024                                                        | -                                                                      |                                                                        |
| 26-3-2024                                                              | Madrid                                                                 | Colombia                                                               | 3 – 2                                                                  | Romania                                                                | Amichevole                                                             | -                                                                      | 46’                                                                    |
| 4-6-2024                                                               | Bucarest                                                               | Romania                                                                | 0 – 0                                                                  | Bulgaria                                                               | Amichevole                                                             | -                                                                      | 69’                                                                    |
| Totale                                                                 |                                                                        | Presenze                                                               | 27                                                                     |                                                                        | Reti                                                                   | 2                                                                      |                                                                        |

| Cronologia completa delle presenze e delle reti in nazionale ― Romania under 21 | Cronologia completa delle presenze e delle reti in nazionale ― Romania under 21 | Cronologia completa delle presenze e delle reti in nazionale ― Romania under 21 | Cronologia completa delle presenze e delle reti in nazionale ― Romania under 21 | Cronologia completa delle presenze e delle reti in nazionale ― Romania under 21 | Cronologia completa delle presenze e delle reti in nazionale ― Romania under 21 | Cronologia completa delle presenze e delle reti in nazionale ― Romania under 21 | Cronologia completa delle presenze e delle reti in nazionale ― Romania under 21 |
| Data                                                                            | Città                                                                           | In casa                                                                         | Risultato                                                                       | Ospiti                                                                          | Competizione                                                                    | Reti                                                                            | Note                                                                            |
| ------------------------------------------------------------------------------- | ------------------------------------------------------------------------------- | ------------------------------------------------------------------------------- | ------------------------------------------------------------------------------- | ------------------------------------------------------------------------------- | ------------------------------------------------------------------------------- | ------------------------------------------------------------------------------- | ------------------------------------------------------------------------------- |
| 13-11-2014                                                                      | Stara Pazova                                                                    | Serbia under 20                                                                 | 0 – 1                                                                           | Romania under 21                                                                | Amichevole                                                                      | -                                                                               |                                                                                 |
| 8-9-2015                                                                        | Erevan                                                                          | Armenia under 21                                                                | 2 – 3                                                                           | Romania under 21                                                                | Qual. Europeo Under-21 2017                                                     | -                                                                               |                                                                                 |
| 13-10-2015                                                                      | Białystok                                                                       | Polonia under 21                                                                | 0 – 0                                                                           | Romania under 21                                                                | Amichevole                                                                      | -                                                                               |                                                                                 |
| Totale                                                                          |                                                                                 | Presenze                                                                        | 3                                                                               |                                                                                 | Reti                                                                            | 0                                                                               |                                                                                 |

## Palmarès

### Club

#### Competizioni nazionali
- Coppa di lega rumena: 1

Dinamo Bucarest: 2016-2017